# Saint-Sauveur-Camprieu
Saint-Sauveur-Camprieu is een gemeente in het Franse departement Gard (regio Occitanie) en telt 256 inwoners (2004). De plaats maakt deel uit van het arrondissement Le Vigan.

## Geografie
De oppervlakte van Saint-Sauveur-Camprieu bedraagt 33,0 km², de bevolkingsdichtheid is 7,8 inwoners per km².

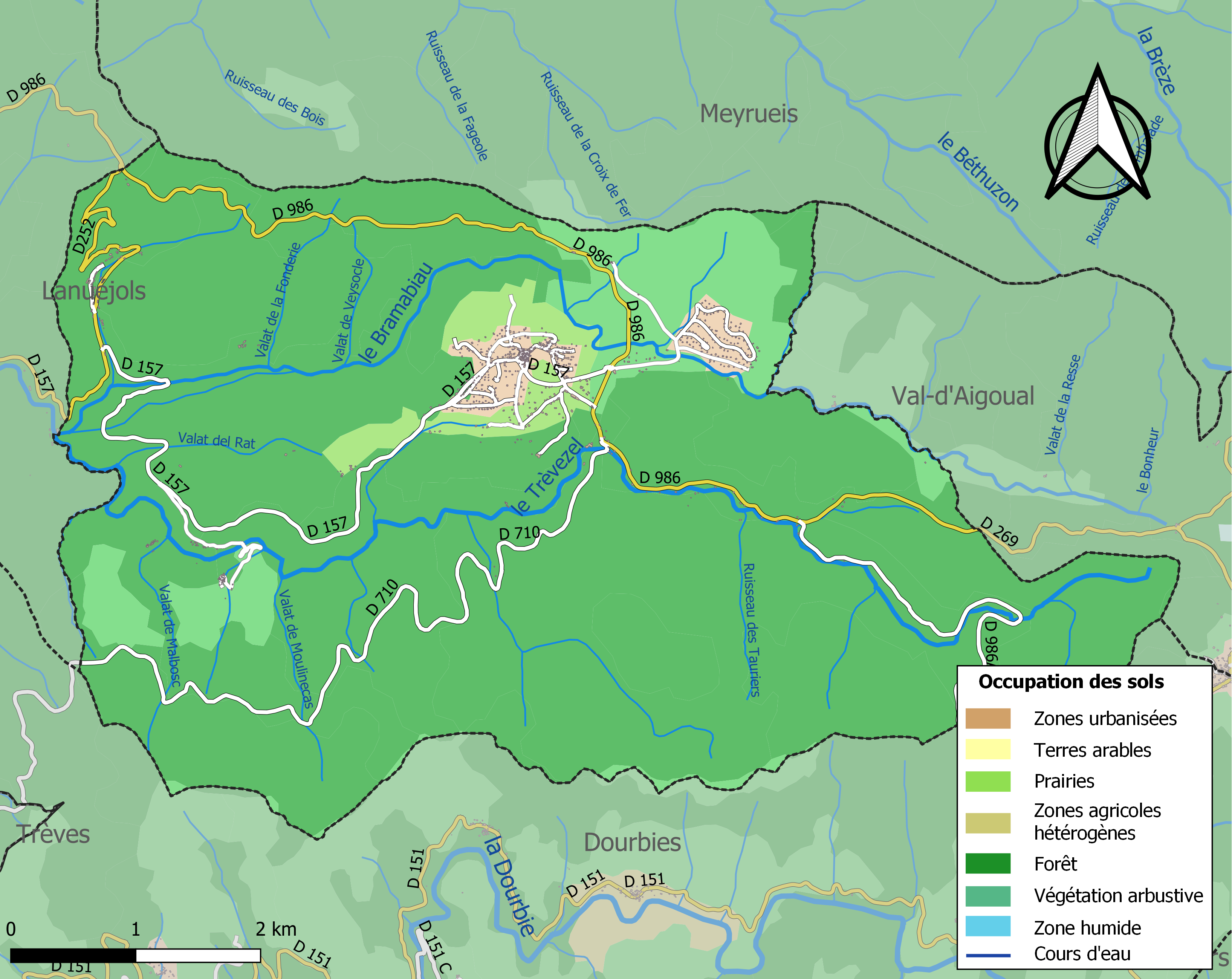
Kaart van de gemeente met de belangrijkste infrastructuur, bodemgebruik en omliggende gemeenten

## Bezienswaardigheden
- L'Abîme de Bramabiau

## Demografie
Onderstaande figuur toont het verloop van het inwonertal (bron: INSEE-tellingen).
1. ↑  Populations de référence 2022.